# Pria dulcamarae
Pria dulcamarae (лат.) — вид жуков-блестянок. Длина тела взрослых насекомых (имаго) 1,6—1,8 мм. Тело бурое. Темя, щиток и прилегающая часть надкрылий черноватые. Жуки посещают цветки.